# Storia della Geromina
La storia della Geromina comprende una serie di eventi che ha interessato il territorio dell'omonima frazione del comune italiano di Treviglio, provincia di Bergamo, Lombardia, sin dal XIX secolo. In questo periodo nasce come insediamento tessile e successivamente, passando attraverso le due guerre mondiali e le successive crisi del settore, in parte dovute alla conversione e in parte ai cambiamenti imposti dalla società moderna, per arrivare ai giorni nostri quando, a seguito del boom economico, la frazione è divenuta sede di attività agricole e artigianale ad alto valore aggiunto. Negli anni ottanta la frazione è diventata sede parrocchiale e successivamente si afferma anche qui, come nel resto della città, il settore dei servizi.

## Età contemporanea
Il toponimo Geromina deriva dalla contrazione in Geromina Baggio in Marzio del nome della moglie di Giovanni Marzio che trascorreva nella campagna della Geromina, presso quella che poi diverrà una cascina operaia, il periodo estivo.
La fabbrica dei signori Marzio, qui presente, sembra quindi aver dato adito in ambito popolare ai seguenti modi di dire: lavoro dalla Geromina, lavoro da Geromina, lavoro alla Geromina e da qui sembra essere nato il toponimo.
Il nome divenne ufficiale con la denominazione dell'attuale via Geromina Marzio tramite delibera comunale n°15/170 del 19 dicembre 1958, benché il nome Geromina fosse in uso già prima del secondo conflitto mondiale.
In seguito la prefettura di Bergamo, la sovrintendenza ai monumenti della Lombardia e il Ministero dell'Interno chiedono di rivedere la delibera comunale non essendo l'origine del nome poi così certa ed esistendo numerose interpretazioni di storici locali al riguardo. Essi concordano nel ritenere via Geromina più che sufficiente.
Il nome della via verrà poi cambiato con una successiva delibera comunale in via Geromina.

### Il XIX secolo

#### Le origini

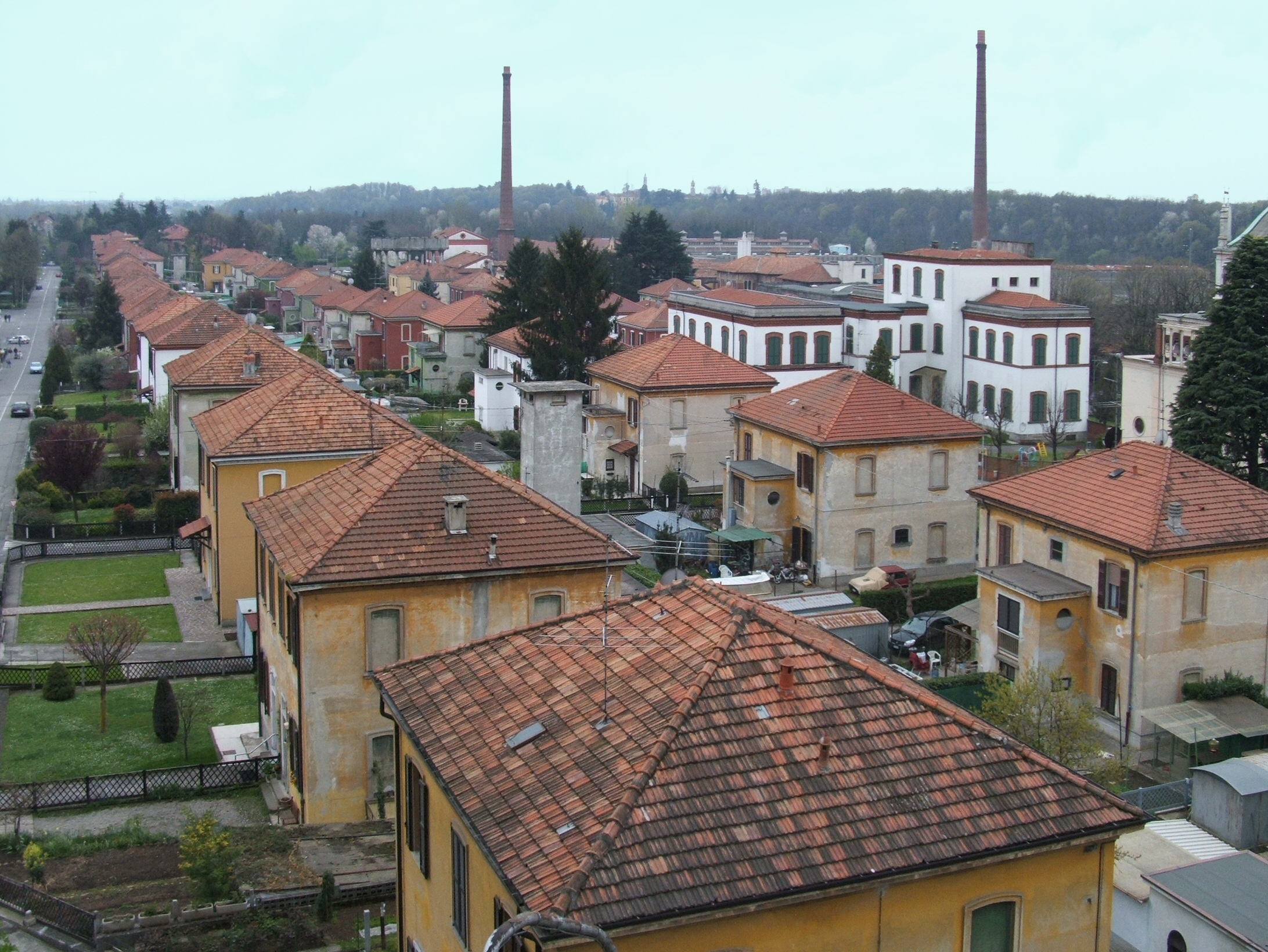
Crespi d'Adda, vicina cittadina industriale

La frazione Geromina nasce per volere dell'imprenditore tessile Giovanni Marzio, ed è strutturata sui modelli di New Lanark, il villaggio industriale modello realizzato in Scozia dall'utopista Robert Owen e della più vicina Crespi d'Adda.
Prima abitata da semplici comunità rurali simili a quelle del vicino Castel Cerreto, diviene così un piccolo villaggio industriale grazie all'opera di imprenditori tessili quali i Marzio, i Fabris, i Brusadelli e infine i Riva.
Lo sviluppo coincide con la seconda rivoluzione industriale a cavallo alla fine del XIX secolo. Gli insediamenti produttivi sfruttano la naturale pendenza del territorio per deviare una parte delle acque della roggia Vignola soprastante nella roggia Firone per produrre energia elettrica tramite una turbina.

#### Gli inizi dell'attività

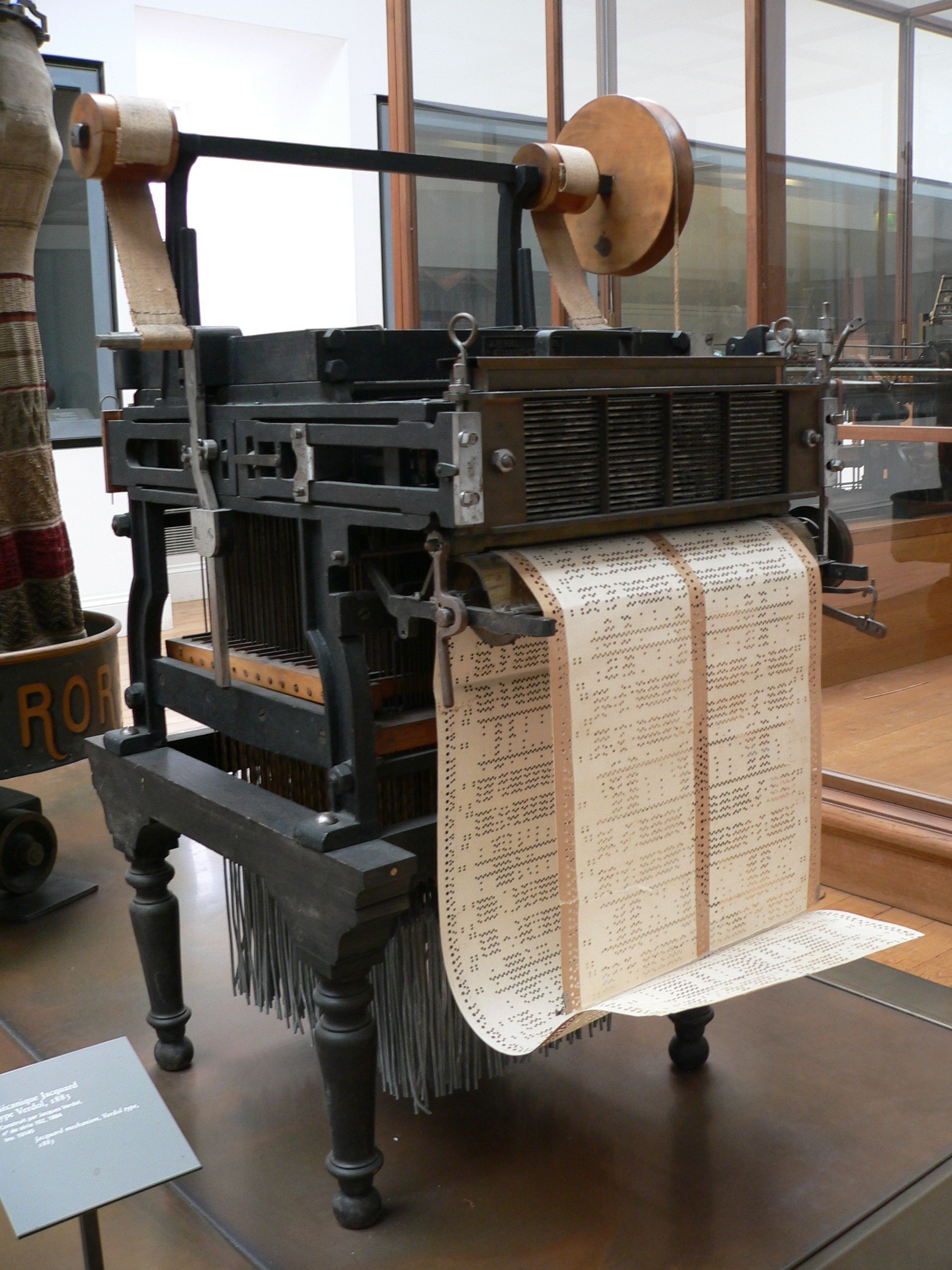
Il telaio jacquard, primo macchinario della fabbrica della Geromina

La ditta Marzio e compagni impianta un opificio nel 1873 che già nel 1881 conta 59 operai, 1 telaio meccanico 40 telai semplici e 10 Jacquard la cui forza è fornita da un motore idraulico di 20 cavalli,
Tra i fattori che hanno spinto i Marzio a costruire un'attività in loco abbiamo il nodo ferroviario dotato di due stazioni, lo sviluppo viario e la disponibilità di manodopera. La provenienza secondo un'indagine d'archivio sembra essere il novarese dal momento per la notevole presenza di tale cognome nell'area.
Non tutti fratelli Marzio vennero ad abitare alla Geromina, ma solo il fratello Giovanni con la moglie Gerolama Baggio e il figlio Carlo. La famiglia, pur abitando per molto tempo nella frazione non prende mai qui il proprio domicilio, a eccezione del figlio Carlo dopo il matrimonio. Egli ha 4 figli tra il 1892-1895 tutti defunti infanti e la famiglia abbandona la frazione nel 1897, anno da cui non si hanno più notizie della famiglia a Treviglio.
Le sfortunate vicissitudini del figlio Carlo incidono quindi anche sulla principale attività economica della frazione. Già il 2 febbraio 1890 si teme la chiusura dello stabilimento con disastrose conseguenze per i 150 operai che vi lavorano.
Il numero di dipendenti è particolarmente rilevante e non proviene unicamente da Treviglio, ma anche dai paesi vicini, dato l'esiguo numero di abitanti. Nel natale 1892, nonostante le notevoli difficoltà finanziarie, l'azienda dona come sempre aiuti per i poveri e per l'infanzia.
Nel 1893 però la Cronaca Trevigliese annuncia che la banca popolare del circondario di Treviglio (sezione della banca popolare di Bergamo installatasi in zona nel 1873 e successivamente diventata autonoma nel 1883, fallita nel 1908) costituisce la nuova Società Lanificio Trevigliese, anche grazie all'aiuto del sindaco Giuseppe Grossi e del senatore Luigi Facheris.
Le sottoscrizioni per 5.000 lire cadauna sono oltre 400. Durante quest'opera di salvataggio della fabbrica i capannoni e i macchinari sono ormai fatiscenti e molti operai vengono licenziati. Il commendatore milanese Gerolamo Antonio Fabris acquista quindi una "vecchia catapecchia abbandonata ed in parte diroccata". Egli nel 1898 si trasferisce da Milano alla Geromina.
Durante la sua permanenza qui la frazione si trasforma da squallida campagna a rigoglioso centro abitativo. L'attività dello stabilimento riprende quindi il 1º gennaio 1899 occupandosi stavolta di cascami di cotone.

### Il XX secolo

#### La Belle Époque
Il commendatore Gerolamo Fabris, arriva alla Geromina dopo una lunga esperienza a Londra, Monaco di Baviera e Marsiglia e qui conduce la sua attività imprenditoriale con l'appoggio iniziale della Banca Popolare fino al 25 agosto 1934, giorno della sua morte.
Il commendatore per i filati riceve la medaglia d'oro alla Mostra Trevigliese del 1903 a soli 5 anni dall'apertura dell'attività. Nel 1908 arriva la seconda, stavolta dalla Provincia con la seguente motivazione: "Per la più importante filatura cardata". I volumi si aggirano intorno ai 100 quintali di materia prima lavorata al giorno.
Già il 24 giugno 1905 infatti la Società Anonima Industria Cascami Fabris acquistò 1500 nuovi fusi, portando così anche la manodopera a 400 presenze. L'imprenditore inoltre annuncia, sulla falsariga della Dottrina sociale della Chiesa, la costruzione di case per impiegati ed operai nella frazione, su disegno dell'architetto Sampietro.
L'affitto, pur ridotto, è trattenuto in busta paga, acqua e corrente sono distribuite gratuitamente nelle case, dotate di illuminazione elettrica e di un contatore per famiglia. In autunno è frequente che le lampadine diminuiscono d'intensità e bisogna correre a liberare la griglia del canale dai rami che la ostruiscono per consentire la caduta dell'acqua sulla turbina.
I 2 condomini sono assegnati senza particolari distinzioni tra operai ed impiegati ed è costruita la cooperativa Alimentare Fabris per i dipendenti della Geromina nell'ottobre 1908.
Per estrarre il materiale necessario all'ampliamento dello stabilimento, è aperta una cava di sabbia posta al di sotto della costa, vicino alla villa Campagnola.
Nel 1906 la Banca Popolare cede le sue quote azionarie a Gerolamo Fabris per sgravarsi dalla lunga immobilizzazione del capitale. Essa, non resistendo a lungo e il 19 novembre 1908 è posta in liquidazione. Gerolamo Fabris decise quindi di trasformare la sua ditta in società anonima, restando alla guida quale direttore e consigliere delegato.
Il 18 ottobre 1908 viene istituita la scuola rurale nella frazione per l'istruzione obbligatoria per i fanciulli, comprendente prima, seconda, terza elementare; al contempo la signora Giovannina Foppa, maritata Guaitani, è nominata prima insegnante della frazione per l'anno scolastico 1908-1909. Successivamente alla scuola diurna si aggiunge quella serale per il recupero degli adulti che è posta nel medesimo edificio offerto gratis nel quartiere operaio dalla ditta.
I movimenti socialisti hanno qui scarso successo poiché le maestranze al completo (oltre 400 operai), offrono a Gerolamo Fabris, in occasione della festa di San Gerolamo del 30 settembre 1909, una medaglia d'oro e una pergamena. L'incontro tra gli operai e il papà di pöarecc è immortalato da una cartolina dell'architetto Alexovic. L'amministrazione comunale è presente con l'assessore Vertova e il segretario Macario per consegnare a Gerolamo Fabris già Cavaliere della Corona d'Italia, la medaglia al merito del Ministero dell'Industria e del Commercio. Nel salone della cooperativa alimentare è quindi tenuto un banchetto su iniziativa di questi. In tale occasione è intitolata anche la piazza della fabbrica a Luisa, moglie di Gerolamo Fabris, tuttavia questa denominazione non è mai stata acquisita dalla toponomastica trevigliese perché il terreno su cui essa sorgeva era ed è tuttora di proprietà privata.
In tale occasione l'imprenditore istituisce la Società di Mutuo Soccorso denominata La Concordia che opera tra il personale dell'industria cascami. È inoltre organizzata una pesca di beneficenza alla quale partecipa anche l'onorevole Agostino Cameroni. Lo statuto del mutuo soccorso prevede che ogni operaio ed impiegato versi con la busta paga una piccola somma, al pari della ditta che versava a sua volta una somma, in modo da pagare lo stipendio ai dipendenti malati e infortunati.
Il primo dipendente a beneficiare del fondo è Giovanni Battista Redaelli detto Màs'cio che, nell'anno 1910 all'età di 27 anni, perde un braccio stritolato dai denti di una cardatrice, rimanendo invalido e disoccupato. La società lo liquida grazie al fondo con 4.000 lire che gli permette di aprire un'osteria in cascina e di provvedere alla moglie e ai 3 figli.
Il 3 ottobre 1910 appare un articolo su la Sveglia che segnala pratiche di acquisizione e fusione riguardanti l'azienda, di cui una riguardante la banca Piccolo Credito lecchese, si rivela poi falsa e, assieme alle altre viene smentita la settimana successiva dallo stesso giornale.

#### La prima guerra mondiale

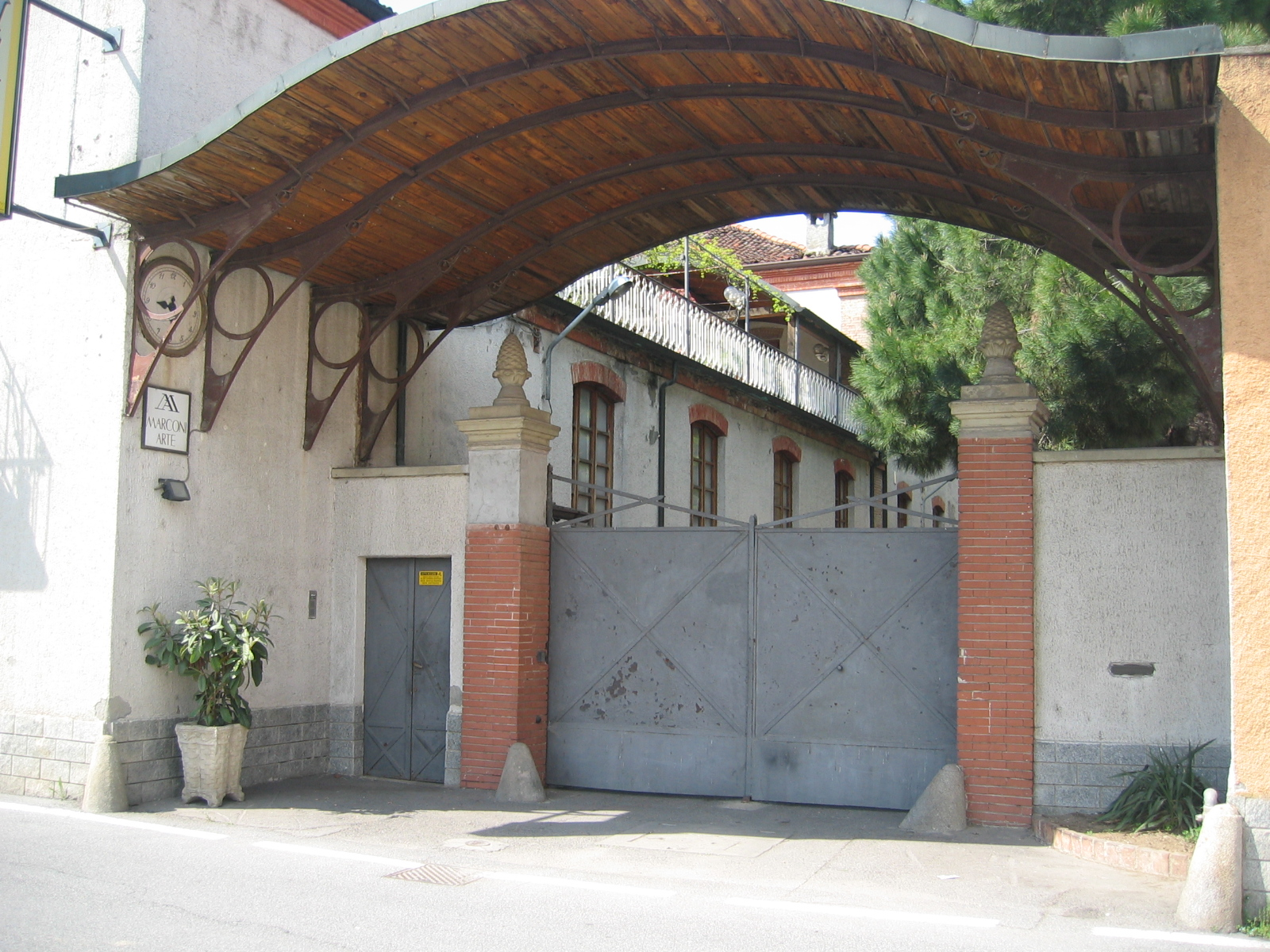
L'ingresso della fabbrica della Geromina, conservato nella sua forma originale

L'Industria Cascami Fabris ottiene durante il primo conflitto mondiale dal Ministero della Difesa l'esonero dal servizio militare per i suoi operai, dato che lo stabilimento si occupa della sartoria militare per l'armata alleata degli inglesi dall'8 settembre 1915.
Alcuni locali sono quindi adibiti adibiti a caserma per i plotoni ispettivi e a convalescenziario. A quest'ultimo è annessa la Casa del Soldato, visto che i convalescenti non sono in grado di raggiungere il capoluogo distante alcuni chilometri. La presenza dei militari porta però la frazione alla ribalta della cronaca.
Già il 4 maggio 1915 succedevano gravi scandali in via Canonica. Il 29 gennaio 1919 i carabinieri requisisce oggetti appartenenti ai soldati di stanza nella frazione durante il conflitto per un valore di 300 lire in gran parte giubbe, cinturoni e quant'altro essi avevano regalato o venduto ai gerominesi al termine della guerra.
Nel marzo 1917 Gerolamo Fabris si ritira per motivi familiari dall'attività industriale della frazione, lasciandola però in condizioni di perfetta efficienza tecnica e in ottimi rapporti con i propri clienti. Tolto il nome della famiglia, l'impresa diventa semplicemente società anonima Industria Nazionale Cascami.

#### Il periodo tra le due guerre

##### La lenta ripresa dell'attività nel dopoguerra e gli anni venti
Appena terminata la guerra l'azienda sospende la produzione per l'esercito inglese data l'impossibilità di sostenere ulteriori perdite. Con il termine dell'attività e delle commesse statali aumenta bruscamente la disoccupazione.
Tra il 1923 e il 1924 chiude definitivamente l'industria nazionale cascami e s'insediano nella frazione due imprese straniere, di origini tedesche: la Società anonima Diremo per produrre motori d'aerei e la Società Anonima per l'industria metallurgica Kawè per la produzione di tubi idraulici e biciclette.
La piegatura dei tubi prevede che questi siano riempiti di segatura per far sì che non si schiaccino. Lo sviluppo di tale attività fa sì che sono qui assemblate biciclette nere modello donna. Nel 1927-1928, anni di diffusa disoccupazione si diffonde la voce di un accordo preliminare, mai firmato che prevede l'insediamento della Dalmine tubi nella frazione.

##### Il 1929: l'arrivo di Ercole Brusadelli

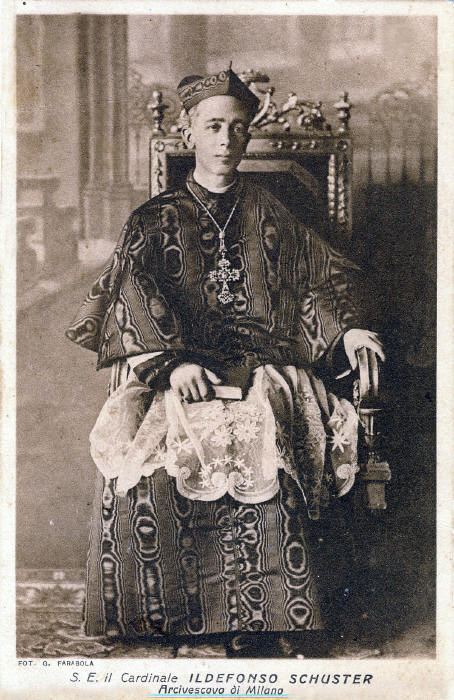
Il cardinale Ildefonso Schuster che visitò 2 volte la frazione

Nel 1929 arriva alla Geromina Ercole Brusadelli che, assieme a Karl Straesser, con capitale di 560.000 lire ha acquistato poco tempo prima a Milano l'area dello stabilimento, estesa per 40.440 m2 e comprendente l'opificio, la portineria, l'abitazione del direttore e due palazzi di case operaie. Nelle sue intenzioni la Geromina dovrebbe diventare un modello di sinergia tra edilizia industriale ed abitativa. Successivamente egli acquista i terreni circostanti portando la superficie della proprietà a 120.500 m2.
Ercole non è tuttavia il primo Brusadelli a Treviglio dal momento che nel 1889 da Gallarate è già arrivato Alessandro in qualità di direttore del setificio Lazzaroni, nel 1906 a coprire il medesimo ruolo nella filanda Lodigiani vi è un certo Attilio e nella stessa Industria Cascami Fabris nel 1900 vi è un direttore amministrativo Giuseppe.
L'industria, nonostante sia passata di varie mani si trova in buone condizioni. Il commendatore gode inoltre di appoggi politici tra i quali quello del podestà Roberto Carsana e l'espansionismo coloniale in territori poveri di risorse unito alla politica autarchica favorisce l'aumento della produzione. La frazione diventa così sede di una grande industria che garantisce un buon tenore di vita a tutto il circondario.
Brusadelli sostituisce tutto il macchinario per trasformarla da meccanica in tessile portando con sé personale qualificato, direttivo e le maestre di lavoro da Legnano, suo paese di origine. Queste ultime sono alloggiate nella cascina Marta-Conti e soprannominate scurmàgne (carampane) Il nome dell'opificio diventa Manifattura Trevigliese e arriva a contare fino a 600 operai.
In questo periodo è realizzato nella frazione il dopolavoro, di cui non resta più traccia, con la funzione di mensa operaia, centro ricreativo e di aggregazione sociale. Tra le principali ricorrenze vi è la befana fascista che porta doni per le famiglie degli operai.
Tra le maggiori opere materiali compiute dal Brusadelli abbiamo l'edificazione di case sui terreni precedentemente acquistati per conto dell'impresa con tanto di tinteggiatura esterna, la costruzione di marciapiedi e la piantumazione della piazza. Inoltre vi è l'abbattimento della cascina Morin o che impediva di vedere lo stabilimento vendendo di Treviglio. Egli costruisce 4 case bifamiliari su ventotto in progetto con l'aiuto dei capimastri Agliardi e Zoccoli che fanno attività aziendale di natura edile. Gran parte dei progetti del Brusadelli restano tuttavia incompiuti a causa dello scoppio del secondo conflitto mondiale e della sua prematura morte al termine dello stesso.
I materiali ghiaiosi necessari alla realizzazione delle case sono reperiti in loco, riaprendo la cava utilizzata da Fabris tra il 1904 e il 1908 per costruire le prime case, dotando la frazione dei più moderni macchinari necessari all'estrazione ed al trasporto dei materiali. Successivamente la cava sarà coperta per non deturpare il paesaggio circostante realizzando la Villa Campagnola in cui risiederanno tra il 1943 al 1945 gli amici milanesi di Brusadelli scampati ai bombardamenti. Al posto della Villa Campagnola sono realizzati successivamente i condomini Columbia.
Oltre allo sviluppo materiale Brusadelli favorisce anche quello spirituale finanziando la costruzione della chiesa in legno con annesso salone degli incontri. Ancora oggi salone degli incontri e chiesa sono posti uno di fronte all'altro pur essendo in muratura. La chiesa, circondata da platani, è dedicata al Santo nome di Maria e al suo interno è posta una statua in gesso del Cuore Immacolato di Maria e di San Giuseppe, patrono dei lavoratori, sotto la quale il parroco Egidio Bignamini nel 1939 celebra la prima messa domenicale spiegando nel pomeriggio la dottrina cristiana.
Il 29 febbraio 1940, dopo la visita annuale al comune di Treviglio in occasione dell'amministrazione delle cresime durante la festività della Madonna delle Lacrime, il cardinale Alfredo Ildefonso Schuster si reca in visita alla frazione per vedere la nuova cappella.

#### La seconda guerra mondiale

##### L'inizio del conflitto
Nel corso della seconda guerra mondiale, la guerra sembra lontana da quest'area di Treviglio, così come i bombardamenti nonostante sono visibili i proiettili traccianti della contraerea milanese nel buio della notte e solo di tanto in tanto la regolare attività degli stabilimenti è interrotta dall'allarme della sirena.
Le maestranze nel fabbrica sono ben 650 e sono presenti attività ricreative quali: partite di calcio, bocce e balli e apposite strutture quali osterie e dopolavoro. I contadini riesco a nascondere parte dei raccolti all'ammasso per venderli alla borsa nera ma a soli fini di sussistenza.

##### La guerra di liberazione e la morte di Ercole Brusadelli
Il 28 aprile 1945 3 operai e un dirigente della manifattura Trevigliese della Geromina si presentano armati alla casa di Ercole Brusadelli vicino al Sacro Monte di Varese chiedendo una somma quale indennizzo per aver salvato lo stabilimento con la loro presenza partigiana.
Il commendatore muore 8 giorni dopo per collasso cardiaco. I partigiani gli chiedono una sorta d'indennizzo perché essi hanno fatto sì che lo stabilimento non sia distrutto dall'esercito tedesco in ritirata. Una parte dell'esercito tedesco si sta ritirando attraverso via Canonica e la retroguardia si attesta all'altezza della Geromina ed è intenzionata a far saltare la fabbrica, non riuscendoci a causa del presidio partigiano.
La vedova Brusadelli accusa successivamente gli operai di averle ucciso il marito e abbandona definitivamente la frazione, trasferendosi a Roma. A fine guerra la Geromina conta i suoi 6 morti: Paolo Conti, Mario Fattori, Francesco Gusmini, Andrea Morino, Mario Redaelli e Luigi Riva.

#### La seconda metà del XX secolo

La chiesa parrocchiale della frazione

L'impresa si scioglie nel corso del XX secolo, e i capannoni vengono divisi in piccole aziende. L'attività della filatura della seta si riduce notevolmente già ad inizio XX secolo per poi tramontare definitivamente con il secondo dopoguerra e il boom delle sete artificiali come il raion.
Nel 1953 vi è la seconda visita pastorale del cardinale Alfredo Ildefonso Schuster che, recatondosi a Treviglio, vuole passare di nuovo per la frazione che aveva già visitato 13 anni prima, accertandosi che la cappella abbia il necessario per le celebrazioni eucaristiche. Nel 1960 l'arcivescovo Giovan Battista Montini si reca in visita alla frazione, prospettando la futura costruzione della chiesa.
Tra il 1974 e il 1975 la chiesa in muratura è costruita, dopo l'abbattimento della vecchia chiesa in legno che ospitava tele di Giulio Carminati rovinatesi con l'umidità. La comunità ha così un vero e proprio luogo di culto e non come prima un magazzino riadattato per ospitare le funzioni religiose. Il 31 agosto 1975 il cardinale Giovanni Colombo viene in visita alla frazione e consacra la solennemente la chiesa.

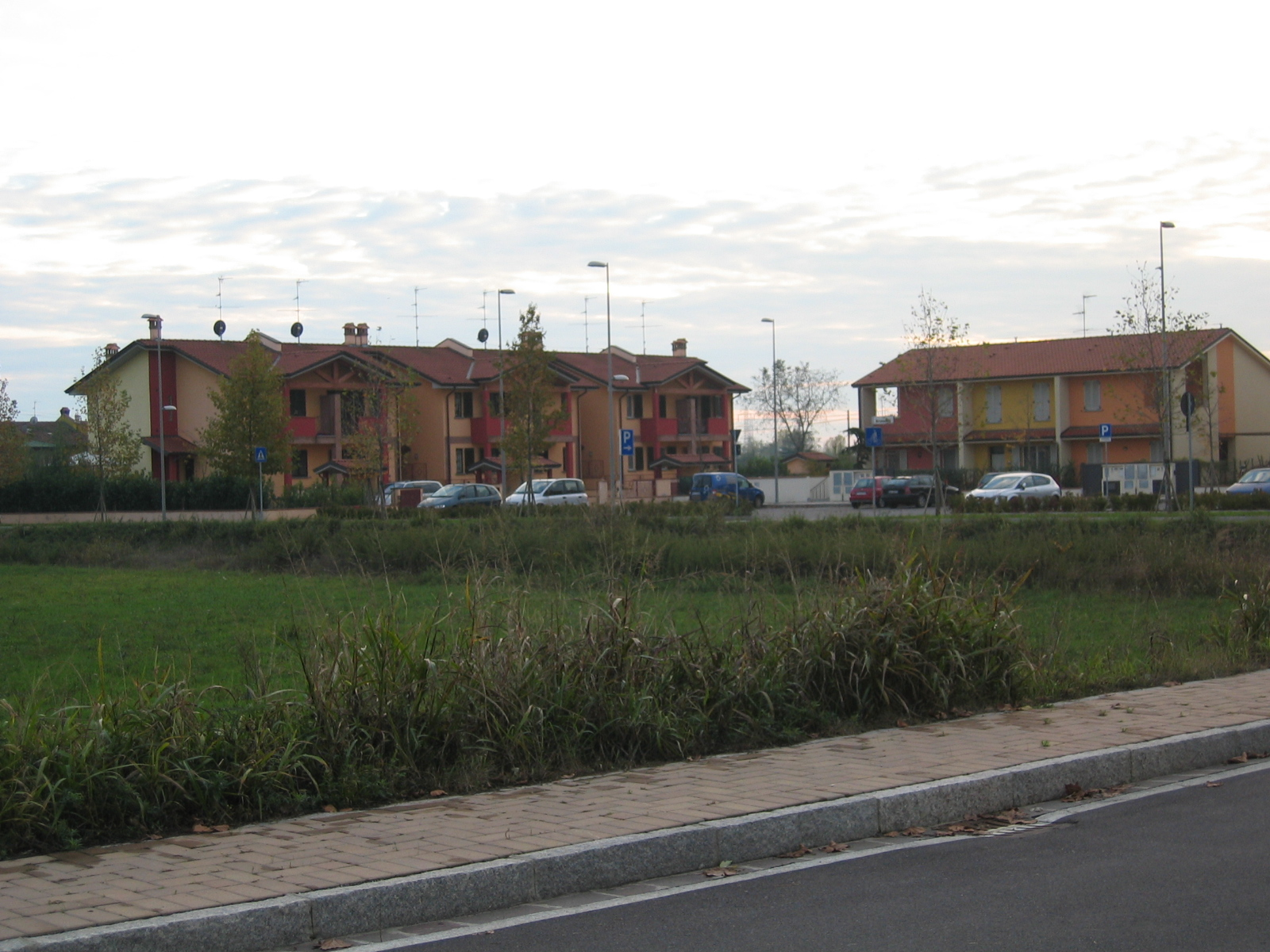
Le case di recente costruzione della Geromina

Il 25 giugno 1986 è istituita la parrocchia del Santo Nome di Maria comprendente la Geromina e Castel Cerreto.

### XXI secolo
Agli inizi del XXI secolo la parrocchia si è unita alle altre quattro di Treviglio nella comunità pastorale Madonna delle Lacrime.
Nel tempo la frazione ha subito un'importante evoluzione a causa dell'aumento urbanistico e conta, nel 2001, 125 abitazioni, anche se attualmente il numero di unità abitative è più che raddoppiato, data la costruzione di interi isolati posti ad entrambi i lati della strada principale.
Le fabbriche sono state riadattate e ospitano ora mobili d'arte e uno stabilimento oleotecnico.
Tra le aggiunte più recenti alla frazione abbiamo la biblioteca e il nuovo edificio scolastico.

### Fonti primarie
Archivi
- Archivio Parrocchia Santa Maria Annunciata, Geromina, Treviglio
- Archivio Parrocchia San Martino, Treviglio

Libri
- Piero Perego, La Girumina, Treviglio, Cassa Rurale, 1995.

### Fonti secondarie
Archivi
- Archivio Camera di Commercio Bergamo
- Archivio Cattedrale Bergamo
- Archivio Storico di Treviglio
- Archivio Storico dell'Industria Italiana

Libri
- Tullio Santagiuliana e Ildebrando Santagiuliana, Storia di Treviglio, Bergamo, poligrafiche Bolis, 1965.
- Piero Perego e Ildebrando Santagiuliana, Storia di Treviglio, Treviglio, edizioni Pro Loco, 1987.